# Keydomar Vallenilla
Keydomar Vallenilla   (La Guaira, Veneçuela, 8 d'octubre de 1999) és un aixecador de peses veneçolà que competeix en la categoria de Pes Semipesant (actualment -89 Kg). Ha participat en una Olimpíada, guanyant la medalla de plata en els Jocs Olímpics de Tòquio 2020. Fou la tercera medalla aconseguida per un esportista veneçolà en tota la història de les proves d'Halterofília, 3 dies després que ho aconseguís Julio Mayora en els mateixos jocs i 17 anys després que la primera medalla aonseguida per Israel Rubio en els Jocs Olímpics d'Atenes 2004. A més, ha guanyat 3 medalles (1 d'or) en els Campionats del Món, 2 medalles d'or en els Jocs Panamericans i 5 medalles (3 d'or) en els Campionats Panamericans. En el Campionat del Món de Bogotà 2022, es va convertir en el primer veneçolà que guanyava la medalla d'or en aquesta categoria. Actualment té el rècord panamericà de dos temps, en la categoria de -89 Kg, amb un pes aixecat de 212 Kg, aconseguit el 30 de març de 2023 al Campionat Panamericà de Bariloche de 2023. També ostenta el rècord panamericà de dos temps en la categoria de -96Kg, amb el mateix pes aixecat de 212 Kg, aconseguit el 4 d'octubre de 2022 a Asunción en els Jocs Sud-americans.
L'atleta viu actualment a Caracas i estudia Educació Física, amb la intenció de "ser fisioterapeuta i estar relacionat amb el món de l'esport i donar sortida professional a joves de barris en conflicte".

## Trajectòria professional
| Jocs Olímpics        | Jocs Olímpics | Jocs Olímpics | Jocs Olímpics |
| Any                  | Seu           | Posició       | Categoria     |
| -------------------- | ------------- | ------------- | ------------- |
| 2020                 | Tòquio        | 2             | -96 Kg        |
| Campionat del Món    |               |               |               |
| 2018                 | Aşgabat       | 6a posició    | -89 Kg        |
| 2019                 | Pattaya       | 8a posició    | -89 Kg        |
| 2021                 | Taixkent      | 3             | -96 Kg        |
| 2022                 | Bogotà        | 1             | -89 Kg        |
| 2023                 | Riad          | 3             | -89 Kg        |
| Jocs Panamericans    |               |               |               |
| 2019                 | Lima          | 3             | -96 Kg        |
| 2023                 | Santiago      | 1             | -89 Kg        |
| Campionat Panamericà |               |               |               |
| 2017                 | Miami         | 3             | -85 Kg        |
| 2018                 | Santo Domingo | 5a posició    | -85 Kg        |
| 2020                 | Santo Domingo | DNF           | -96 Kg        |
| 2021                 | Guayaquil     | 1             | -96 Kg        |
| 2022                 | Bogotà        | 2             | -89 Kg        |
| 2023                 | Bariloche     | 1             | -89 Kg        |
| 2024                 | Caracas       | 1             | -96 Kg        |